# Nicole Florensa

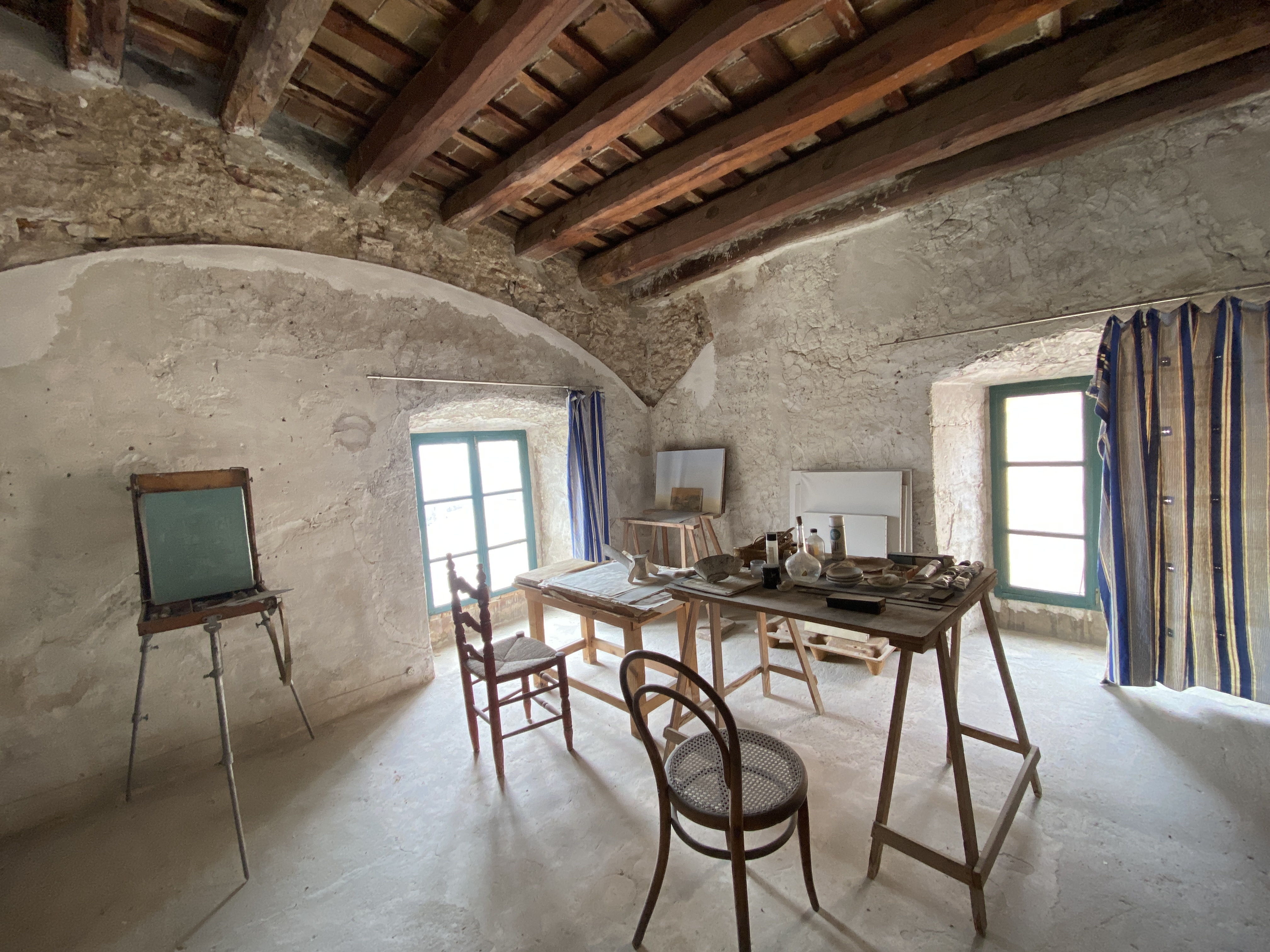
Estudio de Nicole en el Museo Apel-les Fenosa de Vendrell, Tarragona

Nicole Florensa (París, 28 de noviembre de 1925 - París, 13 de noviembre de 2012) fue una artista francesa, escritora e impulsora de la Fundación Apel·les Fenosa. Como creadora centró su labor en el grabado, la acuarela y la fotografía.

## Biografía
Nacida Nicole Damotte,  adoptó el apellido de la madre de su marido Apel·les, pasando a firmar tras su matrimonio en 1947 como Nicole Florensa. A partir de 1957, fecha en la que junto con su esposo el escultor Apel.les Fenosa adquieren la mansión antiguo palacio de los Nin, conocido popularmente como la Casa del Portal del Pardo, del siglo XVI, en Es Vendrell (Tarragona), España. Se instalarán 6 meses en París y 6 meses en Cataluña trabajando alternativamente en ambos lugares como centro de residencia para compartir con amigos artistas.
Relacionada con la Escuela de París, conoció y frecuentó a los principales intelectuales y artistas que igualmente veraneaban en su casa de El Vendrell.
Estuvo muy próxima a María Helena Vieira da Silva, amiga, colega y vecina que le animaba en su trabajo.
Los primeros grabados estampados por Nicole Florensa están realizados con la técnica del buril y corresponden al año 1964. Esta técnica permite conseguir imágenes de gran detalle y exige mucha experiencia en el momento de surcar la plancha directamente con el buril, que es un cincel de acero templado. Son planchas en su caso de pequeñas dimensiones y de tiradas muy cortas, que representan preferentemente paisajes de perspectivas abiertas, o detalles de la naturaleza como una rama de un árbol, viñedos del Priorat o del Penedès.
Este conocimiento y aprecio del paisaje hace que este género se convierta en el sujeto de sus buriles. Desde 1970 Nicole Florensa empieza a practicar otro procedimiento mucho más complejo: la Manera Negra. Se trata de una modalidad de huecograbado donde la tinta se dispone en las partes grabadas. Su obra y su trabajo están disponibles en la sede de la Fundación de la localidad de El Vendrell.

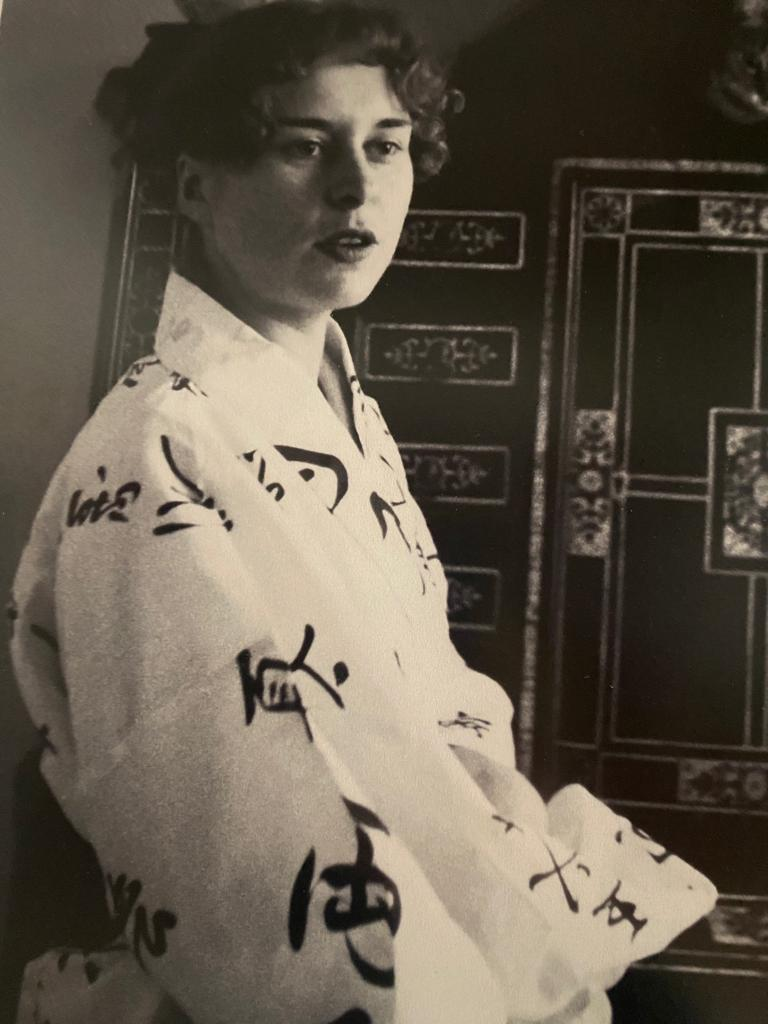
Nicole en Japón

## Obras
El 30 de septiembre de 1969, aparecía el libro un Catalán cookery book, una colección de recetas imposibles con textos de Irving Davis ilustrados con once grabados de Nicole, estampados por el taller Leblanc de París. Se trató de un proyecto editado en 165 ejemplares por Lucien Scheler.
Su siguiente proyecto se llamó Le Portal y lo editó Warren editions en 1970. Los grabados se imprimieron en el Atelier Lacourière et Frélaut y representaban trece escenas sobre la casa del Portal de los Fenosa en El Vendrell.
En el año 2008 presenta el libro Aquarel.les, ilustrado con 66 láminas que ella ha ido creando inspirándose en objetos que el matrimonio Fenosa fue coleccionando y que aún se conservan en su taller. Entre las imágenes retratadas, hay un vaso de una vajilla del escritor Víctor Hugo, un candelabro y un ángel, obsequio del poeta Paul Eluard, o tres mosaicos medievales anglosajones que les cedió el dadaísta Tristán Tzara.
El Museo de Arte Moderno de la Diputación de Tarragona expone en el año 2010, unas fotografías  de los años 50 y 60 de Vendrell realizadas por Fiorensa.
Dedicada a la obra de su marido, promovió ediciones de sus catálogos razonados como FENOSA, Nicole y TILLIER, Bertrand, Apel·les Fenosa. Catálogo raisonné del oeuvre sculpté. Barcelona-París, Editorial Poligrafa, 2002.
FENOSA, Nicole y TILLIER, Bertrand, Apel·les Fenosa. Catalogue raisonné del oeuvre gráfico. Barcelona-París, Editorial Poligrafa, 2008.
FENOSA, Nicole y TILLIER, Bertrand, Documentos Fenosa, Barcelona, Ediciones Poligrafa, 2006.
En 1989 impulsó la creación de la Fundación Apel·les Fenosa, que presidió hasta su muerte, con donaciones de la Casa del Portal del Pardo y todo el fondo del legado Fenosa.